# Владельческое селение
Владе́льческое селе́ние — в дореволюционной России — селение в частном владении.

## История
В первоначальном смысле ко владетельным относили дом (или род), который имел неограниченный суверенитет во внутренней или внешней политике или занимавший престол независимого государства. 
Далее владетелем называли дворянина, имеющего в личной (частной) собственной недвижимое имущество. Такое имущество имело статус «владельческого». Термин происходит от латинского «dominium» — «владение» и определяет обладание собственностью и господство над людьми— административно-судебное, военное, экономическое, иначе иммунитет.
На Руси (в России) недвижимое имущество, отданное государством в условное и временное (большей частью пожизненное) владение, служилым людям, помещикам, как жалованье за службу называлось поместье, а по наследству — вотчина.
Кроме владельческих селений существовали также казённые (дворцовые) и церковные (духовные, потом — экономические). 
Владельческим селом также могло быть село, принадлежащее монастырю. 
При измерении площади владельческих земель в XVIII—XIX века применялась десятина, равна 2400 квадратным саженям.

## Разновидности
Владельческое селение имело следующие разновидности:
- Владельческое село;
- Владельческая деревня[13];
- Выселок (починок, посёлок, хутор) — преимущественно владельческая небольшая деревня, которая находилась вблизи селения того-же владельца;
- Сельцо — исключительно владельческое селение, с домом помещика и другими его сооружениями;
- Мыза, усадьба, дача — основное или временное (летнее) место пребывания землевладельца.